# Ready or Not (canção de Bridgit Mendler)
"Ready or Not" é uma canção da artista musical estadunidense Bridgit Mendler, contida em seu álbum de estreia Hello My Name Is... (2012). Composta pela intérprete juntamente com Emanuel Kiriakou e Evan Bogart, sendo produzida pelo segundo com Andrew Goldstein, a faixa foi lançada em 3 de agosto de 2012 na Rádio Disney pela Hollywood Records, servindo como single de avanço do disco. No dia 7 do mesmo mês, foi disponibilizada em formato digital na iTunes Store para os Estados Unidos e Canadá. Musicalmente, trata-se de uma obra de andamento moderado, a qual deriva do gênero dance-pop. De acordo com Mendler, o tema "não é apenas sobre encontrar um cara na noite" e também apresenta "tudo sobre o poder feminino".
A faixa recebeu revisões geralmente positivas da mídia especializada; alguns resenhadores elogiaram sua sonoridade "cativante", sendo que outros compararam a cantora com as musicistas Carly Rae Jepsen e Demi Lovato. A obra obteve êxito comercial, e conseguiu as vinte melhores posições da Escócia, Reino Unido, Nova Zelândia e Irlanda; em território estadunidense, foi certificada como disco de platina, após comercializar mais de um milhão de unidades no país. Também foi cerificada platina em outros países, como Canadá e Dinamarca, onde ganharam a certificação pelas oitenta e sessenta mil cópias vendidas, respectivamente.
Seu vídeo musical correspondente foi dirigido por Philip Andelman e lançado em 10 de agosto de 2012 através do serviço VEVO. As cenas retratam amigos de Mendler andando de carro pelas ruas de Hollywood, além de ter cenas da intérprete cantando. A artista promoveu o single em diversos festivais e programas de televisão, sendo a última nos resultados da semifinal do The X Factor, com críticos comentando sobre seu nervosismo na apresentação. A faixa também foi incluída no repertório de sua primeira e segunda turnê, intituladas Live in Concert (2012) e Summer Tour (2013-14).

## Composição
"Ready or Not" foi composta por Bridgit juntamente com Emanuel Kiriakou e Evan Bogart, sendo produzida pelo segundo com Andrew Goldstein, os quais também são responsáveis pelos teclados, guitarras e programação da faixa.. De acordo com a partitura publicada pela Kobalt Music Publishing, trata-se de uma faixa dance-pop, escrita na tonalidade de si menor no tempo moderado infundida no metrônomo de noventa e duas batidas por minuto. O alcance vocal da cantora abrange variadamente entre as notas de dó3 à de si4 Segundo Amy Sciarretto do portal PopCrush, a artista "canta sobre estar no meio de um bando de pessoas, notando "Na multidão / A música está alta / Mas eu irei encontrar você". [...] Não há nada excessivamente sexual ou subversivo aqui. É apenas ousado".
Xinhua, um crítico da Spin or Bin Music, em sua revisão do álbum de Mendler, disse que a o refrão do tema "tem um som semelhante ao de "Buy U A Drank", de T-Pain, arranjados em um ritmo e vibração diferente". A cantora também falou que o conteúdo lírico da canção não é somente "sobre encontrar um cara na noite", e também é sobre auto-confiança, dizendo que "eu acho que é uma ótima música de apresentação, ela representa o estilo do meu álbum de uma maneira boa e envia uma mensagem divertida. É uma espécie de tudo sobre o poder feminino!".

## Recepção da crítica
| Críticas profissionais | Críticas profissionais |
| Avaliações da crítica  | Avaliações da crítica  |
| Fonte                  | Avaliação              |
| ---------------------- | ---------------------- |
| The Edge               | [ 7 ]                  |

Um revisor da Billboard disse que a faixa "é sua oferta para um público mais amplo, e tem muitos elementos de um hit". O mesmo acrescentou que "ela lembra a Amy Heidemann, menos o rap, embora Mendler cante um dancehall melódico na ponte da canção". Melissa Walker, escrevendo para o Review Fix, disse que "uma vez que você ouvir, você vai encontrar-se, inevitavelmente, balançando a cabeça e cantando junto. A produção é sólida e não esforça demais. (...) Ainda jovem e fresco, mas aproximando-se do adulto um pouco mais. Este é o tipo de pop que é refrescante na era Rihanna e Lady Gaga". Hannah Mylrea, do The Edge, deu uma nota oito de dez para a canção, dizendo que "o uso do reggae fusion na ponte é particularmente eficaz, colocando-a de lado de todas as outras estrelas da Disney que apenas decidiram que querem cantar e lançar um álbum de 'clichê pop chiclete'".
Freya Cochrane, da Bring The Noise, falou que o tema "é extremamente cativante e é definitivamente um bom hino [para] sentir-se bem". Devin Alessio, da Seventeen Magazine, comentou que Mendler "está na linha para ser a próxima estrela fora do Disney Channel". Ele elogiou sua voz, dizendo que "o seu som é uma mistura entre Carly Rae Jepsen e Demi Lovato" e descreveu o vídeo musical da canção como "super divertido". Ele concluiu que a mesma "é um hino total de menina - perfeito para ouvir quando você está apenas descontraindo com seus amigos ou se preparando para a sua chegada a casa". Robert Copsey, da Digital Spy, foi mais crítico em relação a faixa, dizendo que a abordagem do single "é bastante inofensiva, mas ao contrário o esforço de Jepsen, o resultado é simplesmente irritante".

## Promoção

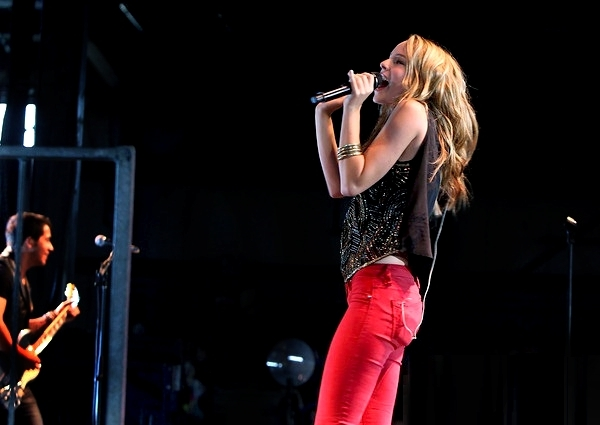
Mendler apresentando "Ready or Not" em Topsfield.

O vídeo musical acompanhante para "Ready or Not" foi dirigido por Philip Andelman e gravado em Hollywood, localizado em Los Angeles, Califórnia. Foi disponibilizada uma prévia de dez segundos do projeto em 6 de agosto de 2012, seguida por um trecho de mesma duração um dia depois. O vídeo mostra a cantora e um grupo de amigos andando de carro pelas ruas de Hollywood, e completando missões no distrito. Cenas da cantora cantando são feitas nos lugares em que essas missões estão sendo concluídas. Lucas Villa, da Examiner, disse que o vídeo é "aventureiro". O vídeo registrou mais de 18 milhões de visualizações no canal VEVO da cantora do serviço YouTube, em janeiro de 2013. Dois anos depois, em janeiro de 2015, o vídeo contabilizava 100 milhões de visualizações, com Bridgit tendo o seu primeiro VEVO Certified.
"Ready or Not" teve várias apresentações para a sua divulgação. A primeira delas foi no The Morning Show, em Toronto, Canadá, no dia 27 de agosto de 2012. Mendler também cantou a faixa na Rádio Disney em 8 de outubro de 2012, seguida por uma apresentação acústica da faixa no Off the Charts, da Clevver TV, no dia 19 do mesmo mês e ano. No dia seguinte, Mendler cantou a música na no show da Rádio Disney e Disney Channel, intitulada de Total Acess. A cantora também fez apresentação do tema no Good Morning America em 14 de novembro de 2012, e no Live! with Kelly and Michael no dia seguinte.
"Ready or Not" também foi realizada no The X Factor, nos resultados da semifinal, em 13 de dezembro de 2012. O desempenho recebeu críticas mistas, com Sam Lansky, da Idolator, comentando que Mendler estava muito nervosa e não teve um bom começo, dizendo também que "Mendler começou um pouco instável, mas acabou por encontrar o equilíbrio". Para Amy Sciarretto, do Pop Crush, a apresentação foi ótima, comentando: "Nós gostamos de você, Bridg". Mendler admitiu que estava nervosa com a performance e também para cantar para Britney Spears, jurada do talent show na época, de acordo com o Pop Stop.

## Faixas e formatos
"Ready or Not" foi disponibilizada na iTunes Store contendo apenas o single, com duração de três minutos e vinte segundos. Também foi comercializado na mesma loja um extended play (EP) composto por dois remixes do DJ M3 de versões diferentes, sendo elas a de rádio e estendida, e outro do DJ Mike D, o qual apresenta apenas uma versão também estendida. Uma versão em CD single promocional também foi lançada no Reino Unido, igualmente contendo apenas a faixa.
| Download digital |                |         |  |
| N.º              | Título         | Duração |  |
| 1.               | "Ready or Not" | 3:20    |  |

| Extended play (EP) digital |                                                             |         |  |
| N.º                        | Título                                                      | Duração |  |
| 1.                         | "Ready or Not"                                              | 3:20    |  |
| 2.                         | "Ready or Not" (DJ M3 Remix) (versão de rádio)              | 3:39    |  |
| 3.                         | "Ready or Not" (DJ Mike D Remix) (versão Mixshow estendida) | 3:36    |  |
| 4.                         | "Ready or Not" (DJ M3 Remix) (versão estendida)             | 4:53    |  |

| CD single promocional do Reino Unido |                |         |  |
| N.º                                  | Título         | Duração |  |
| 1.                                   | "Ready or Not" | 3:20    |  |

## Créditos
Todo o processo de elaboração de "Ready or Not" atribui os seguintes créditos:
Gravação e publicação
- Engenharia e edição feita no Studio E no Chalice Recording, em Los Angeles, Califórnia
- Mixada no MixStar Studios, em Virginia Beach
- Publicada pelas seguintes empresas: Seven Peaks Music (ASCAP) O/B/O Itself and Take It To The Bridge Music (ASCAP), Rodtis Music (ASCAP) — administradas pelas empresas Kobalt Songs Music Publishing, Here's Lookin At You Kidd Music/Sony/ATV Songs LLC (BMI).
- Todos os direitos autorais pertencem à Music/Warner Chappell (BMI)/ChrisSamSongs, Inc., Warner-Tamerlane Music Co. (BMI) e Nickel Shoe Music Co. Inc. (BMI).
- A canção contém uma interpolação de "Ready or Not", escrita por Thomas Bell e William Hart e publicada pelas empresas Warner-Tamerlane Music Co. (BMI) e Nickel Shoe Music Co. Inc. (BMI).

Produção
| - Bridgit Mendler: vocalista, vocalista de apoio, composição - Emanuel Kiriakou: composição, produção, teclados, guitarras, programação - Evan Bogart: composição - Andrew Goldstein: composição, produção, teclados, guitarras, programação - Serban Ghenea: mixagem - Jens Koerkerneier: engenheiro de som, editor | - John Hanes: engenheiro para mixagem - Phil Seaford: assistente de mixagem - Thomas Bell: composição - William Hart: composição |  |

## Desempenho nas tabelas musicais
| Tabela musical (2012–13)                      | Melhor posição |
| --------------------------------------------- | -------------- |
| Austrália (ARIA Charts)                       | 53             |
| Áustria (Ö3 Austria Top 75)                   | 25             |
| Bélgica (Ultratip Bubbling Under de Flandres) | 10             |
| Bélgica (Ultratop 50 da Valônia)              | 50             |
| Brasil (Billboard Brasil Hot 100)             | 46             |
| Brasil (Billboard Brasil Hot Pop Songs)       | 19             |
| Bulgária (Media Forest)                       | 39             |
| Canadá (Canadian Hot 100)                     | 43             |
| Coreia do Sul (Gaon Music Chart)              | 55             |
| Dinamarca (Hitlisten)                         | 36             |
| Escócia (Scottish Singles Chart)              | 6              |
| Eslováquia (IFPI Slovenská Republika)         | 44             |
| Estados Unidos (Billboard Hot 100)            | 49             |
| Estados Unidos (Billboard Mainstream Top 40)  | 26             |
| França (SNEP)                                 | 49             |
| Hungria (Rádiós Top 40)                       | 11             |
| Irlanda (IRMA)                                | 15             |
| Itália (FIMI)                                 | 74             |
| Luxemburgo (Luxembourg Digital Songs)         | 26             |
| México (México Inglés Airplay)                | 47             |
| Noruega (VG-lista)                            | 24             |
| Nova Zelândia (Recorded Music NZ)             | 12             |
| Países Baixos (Single Top 100)                | 57             |
| Portugal (Portugal Digital Songs)             | 34             |
| Reino Unido (UK Singles Chart)                | 7              |
| Chéquia (IFPI)                                | 27             |
| Ucrânia (FDR Charts)                          | 2              |
| União Europeia (Euro Digital Songs)           | 12             |

| Tabela musical (2013)          | Posição |
| ------------------------------ | ------- |
| Hungria (Radiós Top 40)        | 93      |
| Reino Unido (UK Singles Chart) | 68      |

| País                     | Certificação |
| ------------------------ | ------------ |
| Canadá (Music Canada)    | Platina      |
| Dinamarca (IPFI Denmark) | Platina      |
| Estados Unidos (RIAA)    | Platina      |
| Noruega (IFPI Noruega)   | Ouro         |
| Nova Zelândia (RIANZ)    | Ouro         |
| Reino Unido (BPI)        | Prata        |
| Venezuela (APFV)         | Ouro         |

## Histórico de lançamento
| Região         | Data                | Formato(s)                            | Gravadora         |
| -------------- | ------------------- | ------------------------------------- | ----------------- |
| Estados Unidos | 3 de agosto de 2012 | Estreia na Radio Disney               | Hollywood Records |
| Estados Unidos | 7 de agosto de 2012 | Download digital                      | Hollywood Records |
| Canadá         | 7 de agosto de 2012 | Download digital                      | Hollywood Records |
| Irlanda        | 1 de março de 2013  | Extended play (EP) de remixes digital | Hollywood Records |
| Reino Unido    | 3 de março de 2013  | Extended play (EP) de remixes digital | Hollywood Records |